# Nettipakarana
El Nettipakaraṇa (en Pali, también llamado Nettippakarana, abreviado como Netti) es una escritura budista, a veces incluida en el Khuddaka Nikaya del canon Theravada. El tema principal de este texto es la Hermenéutica budista a través de una sistematización de las enseñanzas del Buda. Es considerado canónico por la tradición Theravada birmana, pero no está incluido en otros cánones Theravada.

## Orígenes y datación
La naturaleza del Nettipakarana fue motivo de desacuerdo entre distintos académicos budistas. Inicialmente, los académicos budistas occidentales lo clasificaron como un texto adicional, comentario, en lugar de un texto canónico. Further study and comparison with a closely related text, the Petakopadesa eventually revealed that it was a guide to interpretation and the composition of definitive commentaries.
Su traductor, apoyado por el profesor George Bond de la Universidad Northwestern, lo describió como una guía para presentar las enseñanzas a otros, por aquellos que ya la entienden. Sin embargo, A. K. Warder no estaba de acuerdo, manteniendo que abarca todos los aspectos de la interpretación, no solo como una guía de ayuda. El consenso entre los eruditos contemporáneos es que fue concebido principalmente como una guía para interpretar y proporcionar explicación de los textos canónicos, similar al Petakopadesa, cuyo estilo y contenido se asemejan.
Los versos en el Nettipakarana compuestos en una métrica poética desconocida en Sri Lanka sugieren un origen al norte de la India.  Es uno de los pocos textos post-canónicos compuestos en Pāli que preceden la obra de Buddhaghosa, quien cita de él y utiliza sus métodos y términos técnicos en sus propios comentarios. La estructura del texto, donde los versos posteriores se construyen como comentarios sobre un verso resumen, se volvió popular en los primeros siglos de la era cristiana, mientras que el uso de la métrica āryā para sus versos ya se empleaba alrededor del 150 a. C.
El Nettipakarana es atribuido al discípulo del Buda llamado Kaccana por el colofón del texto, los versos introductorios y el comentario atribuido a Dhammapala. El colofón del texto dice que él compuso el libro, que fue aprobado por el Buda y que fue recitado en el Primer Concilio. Los eruditos no toman esto literalmente, pero el traductor admite que los métodos pueden remontarse a él. El traductor sostiene que el libro es una edición revisada del Petakopadesa, aunque esto ha sido cuestionado por el profesor von Hinüber. K.R. Norman concluye que el Nettipakarana no es una continuación del Petakopadesa, sino una versión reescrita que elimina contenido sin importancia y proporciona versiones mejoradas y clarificadas del material compartido por ambas fuentes. Dhammapala compuso un comentario sobre el Nettipakarana, el Nettipakarana-atthakatha, pero no sobre el Petakopadesa, un hecho que K.R. Norman atribuye a que el Nettipakarana superó al texto más antiguo.
Tanto el uso de la métrica āryā como los versos resumen, sugieren un origen al norte de la India, posiblemente Ujjain, donde la tradición budista conecta el nombre Mahākaccāna con Avanti, la región sugerida como el origen de los textos en Pāli traídos a Sri Lanka. El texto contiene citas de fuentes fuera del canon Theravada, algunas de las cuales han sido rastreadas hasta textos del canon Mulasarvastivada. Otras citas aún no identificadas sugieren que el Nettipakarana es inusual por ser un texto extraído más allá de la tradición Theravada y que influyó en la composición de los comentarios definitivos compuestos por Buddhaghosa.
El Nettipakarana fue considerado canónico por el jefe del sangha birmano hace unos dos siglos y se incluyó en el Khuddaka Nikaya. Está incluido en el manuscrito Phayre birmano del Canon, fechado en 1841/2, las inscripciones del Canon aprobadas por el Quinto Concilio birmano, la edición impresa de 1956 del Sexto Concilio, la nueva transcripción del texto del Concilio producida bajo el patrocinio del Patriarca Supremo de Tailandia y la edición Buddha Jayanti del Canon en Sri Lanka. Un maestro birmano reciente no lo consideró canónico.

## Estructura y contenido
El Nettipakarana se divide en dos secciones (vāra):
- Sangahavāra: 'Resumen', una sección corta que consiste en solo cinco versos que identifican a su autor como 'Mahakaccāna'.[6]
- Vibhāgavāra: 'Explicaciones', que se divide en tres subsecciones:[6]
  - Uddesavāra ('Sección de especificaciones')
  - Niddesavāra ('Sección demostrativa')
  - Patiniddesavāra ('Sección contra-demostrativa')

### Uddesavāra
El Uddesavāra enumera tres categorías separadas (términos en Pali con las traducciones de Nanamoli):
- Los dieciséis hāras (modos de transmisión) son: Desanā (enseñanza), vicaya (investigación), yutti (construcción), Padatthāna (fundamentos), Lakkhana (características), Catuvyūha (cuatro despliegues), Āvatta (conversión), Vibhatti (análisis), Parivattana (inversión), Vevacana (sinónimos), Paññatti (descripciones), otarana (modos de entrada), sodhana (aclaración), adhitthāna (términos de expresión), parikkhāra (requisitos), y samāropana (coordinación).
- Los cinco naya (directrices) son: Nandiyāvatta (conversión de deleite); tipukkhala (trébol); sīhavikkīlita (juego de leones); disālocana (trazado de direcciones); ankusa (el anzuelo).
- Los dieciocho mūlapadas consisten en nueve Kusala y nueve akusala.
  - Akusala: Tanhā (ansia), avijja (ignorancia), Lobha (avaricia), Dosa (odio), Moha (engaño), Subha saññā (percepción de lo atractivo), Nicca saññā (percepción de la permanencia), Sukha saññā (percepción del placer), Attasaññā (percepción del ego)
  - Kusala: samatha (calma de la mente), vipassanā (visión profunda), alobha (no-avaricia), adosa (no-odio), amoha (no-engaño), asubhasaññā (percepción de lo repulsivo), Dukkhasaññā (percepción del sufrimiento), Aniccasaññā (percepción de la impermanencia), y Anattasaññā (percepción carente de ego)

### Niddesavāra
El Niddesavāra repite los hāras y nayas de la sección anterior junto con 12 padas ('términos'), de los cuales seis se refieren a formas lingüísticas y seis a significado, y describe sus relaciones.

### Patiniddesavāra
El Patiniddesavāra forma el cuerpo principal del texto y se divide en tres partes. Cada sección ilustra términos técnicos de secciones anteriores citando los versos que los contienen y ejemplificándolos con citas del Sutta Pitaka. En algunos casos, los términos se tratan en un orden diferente o utilizando terminología distinta a la presentada en capítulos anteriores. Un colofón al final del texto lo atribuye nuevamente a Mahākaccāna.

## Ediciones, traducciones y comentarios
El erudito de Sri Lanka Dhammapala escribió un comentario sobre este texto en el siglo V. Una traducción al inglés titulada The Guide por Bhikkhu Nanamoli fue publicada en 1962 por la Pali Text Society.
Una edición del texto en pali de la Pali Text Society, junto con extractos del comentario de Dhammapala, fue publicada en 1902 por Edmund Hardy.